# جرایم سایبری در ایران

## معرفی و مقدمه
جرایم سایبری در ایران به هر گونه فعالیت مجرمانه دیجیتال در فضای اینترنت و فناوری‌های اطلاعاتی در جمهوری اسلامی ایران اشاره دارد؛ از جمله نفوذ به سیستم‌ها، سرقت داده‌ها، کلاهبرداری آنلاین،فیشینگ، خرابکاری شبکه‌ای و حمله های گسترده.

## پیشینه و چارچوب قانونی
قانون جرایم رایانه‌ای (مصوب ۱۳۸۸/۱۳۸۷ و تأیید شده توسط شورای نگهبان در ۲۰۰۹) اولین قانون جامع در ایران برای جرم‌انگاری جرایم سایبری است، که شامل دسترسی غیرمجاز، شنود، جعل، کلاهبرداری و نشر مطالب مخل اخلاق و نظم عمومی می‌شود.  
علاوه بر آن، قانون تجارت الکترونیکی (۲۰۰۴) و قانون انتشار و دسترسی آزاد به اطلاعات (۲۰۱۰) نیز نقش حمایتی و تنظیمی در حوزه امنیت تجارت آنلاین ایفا می‌کنند.
پلیس فضای تولید و تبادل اطلاعات فراجا (پلیس فتا) در سال ۲۰۱۱ به دستور سرتیپ اسماعیل احمدی مقدم تأسیس شد و مسئول پیشگیری و رسیدگی به جرایم اینترنتی است؛ریاست این اداره هم اکنون بر عهده سرتیپ دوم وحید مجید می باشد.

## نمونه‌های برجسته و تهدیدهای شناخته‌شده

### حمله های سایبری داخلی
- در فوریه ۲۰۲۰، با حمله‌ای گسترده از نوع DDoS شبکه‌ی مخابراتی ایران مختل و با استفاده از سامانه‌ای به نام "قلعه دیجیتال" مهار شد.[۵]
- اکتبر ۲۰۲۱، حمله‌ای به سامانه سوخت‌رسانی ایران رخ داد که سبب اختلال در ۴۳۰۰ جایگاه سوخت و نمایش پیام‌های معترضانه در بیلبوردها شد.[۶]
- در آگوست ۲۰۲۴، گروه «IRLeaks» با حمله‌ای گسترده به بانک‌ها، موجب پرداخت میلیون‌ها دلار باج توسط دولت ایران شد؛ ۲۰ بانک از ۲۹ بانک هدف قرار گرفتند.[۷]
- بدافزار Flame در سال ۲۰۱۲ توسط Kaspersky و CERT ملی ایران کشف شد که برای نفوذ به وزارت نفت طراحی شده بود.[۸]

### تهدیدهای فرامرزی و حمله های مرتبط
- گروه‌های هکتیویستی ایرانی، همچنین APTهای مرتبط با سپاه، هدفشان زیرساخت‌های حساس حتی خارج از کشور بوده‌اند؛ شامل DDoS، بدافزارهای پاک‌کننده و سرقت داده.[۹][۱۰]
- تحلیل‌ها حاکی از این‌اند که «تهدیدسازان مطابق با دولت ایران» از آسیب‌پذیری‌های قدیمی و رمزهای پیش‌فرض برای حملات استفاده کرده‌اند.[۱۱]
- گزارش‌ها همچنین از گروه‌هایی مثل CyberAv3ngers خبر می‌دهند که سیستم‌های آبیاری و کنترل صنعتی را هدف قرار داده‌اند.[۱۲]

## آسیب‌های اجتماعی و نظارتی
گزارش Article 19 از قانون جرایم رایانه‌ای انتقاد کرده و آن را ابزاری برای سرکوب آزادی بیان معرفی کرده است؛ قوانین مبهم و تعاریف گسترده از "اخلال در اخلاق عمومی"‌ را مشکل‌ساز خوانده‌است.

## آمار اخیر
طی درگیری جنگ دوازده روزه بین ایران و اسراییل در تابستان ۱۴۰۴، پلیس فتا بیش از ۵۷۰۰ مورد جرم سایبری از جمله کلاهبرداری آنلاین را بررسی کرد.